# Un bar del Folies Bergère
Un bar del Folies-Bergère (en francés: Un bar aux Folies Bergère) es un óleo del pintor francés Édouard Manet, perteneciente a la colección del Instituto de Arte Courtauld de Londres. Pintado en 1882 y expuesto ese mismo año en el Salón de París en 1882, se considera la última gran obra de su autor. Representa el bar del cabaré parisino Folies Bergère. Es una obra representativa de cierta tendencia del movimiento impresionista de tratar temas y escenarios populares, como cafés, cabarés, o prostíbulos.

## La pintura
Manet presenta a una chica (Suzon) delante de un fondo vívido y típicamente impresionista, en este caso el bar cabaré de Folies Bergère. En la obra se pueden ver reflejados en el espejo que se encuentra a las espaldas de Suzón -la camarera del local- las piernas de una trapecista, los palcos y demás detalles del sitio. La camarera parece estar hablando con un cliente, también reflejado en el mismo espejo. Delante de Suzon se aprecia un juego de botellas flor y un cuenco lleno de frutas sobre un mostrador de mármol, todo presentado de manera impecable, lo cual da la idea de la destreza de Manet para el manejo del tema de las naturalezas muertas. Es importante resaltar que aunque Suzon trabajaba por aquella época en el Folies Bergère, la obra no se realizó ahí. Ella posó para la pintura en el taller de Manet detrás de una mesa llena de botellas y otros objetos, y el pintor los combinó con los bocetos que había realizado previamente. Posiblemente sea esta la razón de las críticas de muchos especialistas en torno a esta obra.
La pintura ejemplifica el compromiso de Manet con el realismo en su representación detallada de la escena contemporánea. Muchas han sido las críticas hechas a sus obras, pero casi todas estas han mostrado que tienen una razón de ser. Es el caso de Un bar aux Folies Bergère, que ha sido objeto de numerosos artículos populares y académicos.